# Rollenspel (spel)

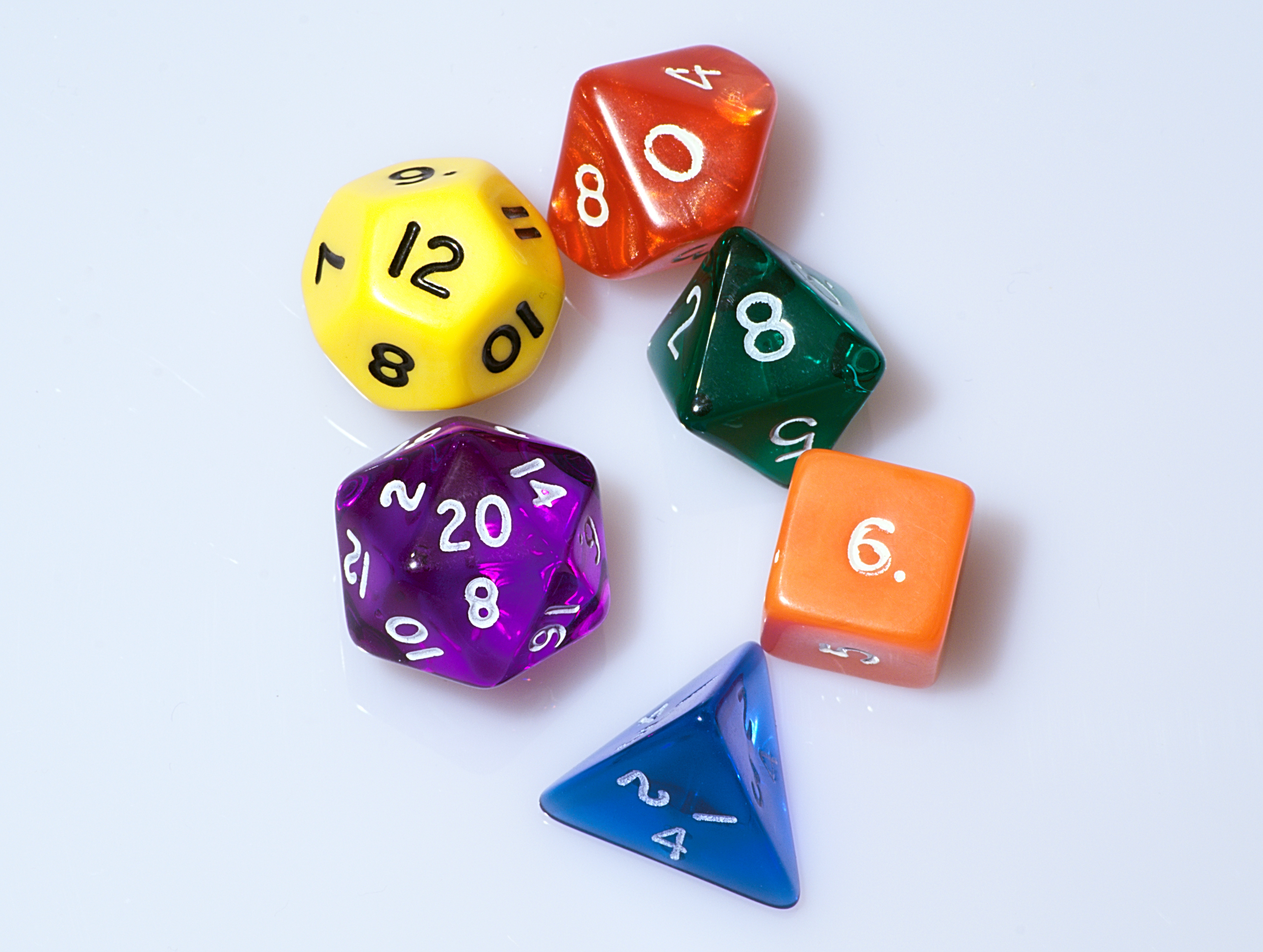
Tijdens rollenspellen kunnen verschillende dobbelstenen gebruikt worden.

Een rollenspel of in het Engels role-playing game (RPG), Nederlandse spelling roleplayinggame, is een overkoepelende term voor een verzameling onderling nogal uiteenlopende spellen.
Wat rollenspellen alle gemeenschappelijk hebben, is dat de spelers zich een imaginaire wereld voorstellen, waarin zij personages (of characters in het Engels) besturen en tijdens het spelen een verhaal vertellen. De term 'role-playing game' verwijst vaak naar het vervullen van een bepaalde rol in de setting van het spel, bijvoorbeeld als magiër of soldaat.
Role-playing games als spelvorm ontstonden eind jaren 60, begin jaren 70 van de twintigste eeuw als een variant op miniature wargames. In miniature wargames worden veldslagen gevoerd met miniaturen en een regelset die de beweging, gevechtsprocedures en acties beschrijft. Sommige spelersgroepen in de Verenigde Staten experimenteerden in die periode met een doorgedreven vorm van skirmish wargaming, waarbij een speler niet met een leger, maar slechts met een enkel personage speelt. Gekoppeld met het idee van een spelmeester en personage-ontwikkeling zijn hieruit de eerste moderne rollenspelen zoals Dungeons & Dragons (1974) ontwikkeld.
Latere vormen van RPG's zijn de live action role-playing game (LARP), waarbij mensen zich verkleden als het personage dat ze spelen en hun rol daadwerkelijk acteren; en de computer role-playing game (CRPG), waarbij een computerprogramma een deel van de taken van de mens overneemt, en het mogelijk wordt alleen een RPG te spelen.

## Werking
RPG's verschillen vaak bijzonder sterk. Het is nuttig om eerst naar de spelstructuur van 'traditionele' rollenspellen te kijken, en vervolgens aan te geven hoe verschillende andere rollenspellen hier van afwijken. RPG kan zich in verschillende vormen voordoen zoals anime, manga, of reallifepersonages.

### 'Traditionele' RPG's: Dungeons & Dragons
Een van de eerste RPG's was Dungeons & Dragons. De groep spelers is bij Dungeons & Dragons opgedeeld in een Dungeon Master (DM) en de rest van de spelers. De Dungeon Master heeft volledige controle over de fictieve wereld; de spelers hebben elk een personage, en bepalen welke acties hun personage proberen uit te voeren; en de uitgebreide regels van Dungeons & Dragons bepalen voor een groot deel van die acties wat de gevolgen er van zijn. Meestal heeft de Dungeon Master van tevoren een avontuur bedacht, waarbij de personages een gevaarlijke opdracht moeten uitvoeren, bijvoorbeeld het redden van een prinses uit een kerker vol bloeddorstige monsters, dodelijke vallen en kostbare schatten. De spelers proberen deze opdracht zo goed mogelijk uit te voeren, waarbij ze hun personages in leven willen houden, het doel willen bereiken en zo veel mogelijk kostbare voorwerpen mee uit de kerker willen nemen.
Tijdens het spelen ontvouwt de DM de wereld voor de ogen van de spelers: hij vertelt hoe de omgeving eruitziet, welke objecten er zijn, wat voor mensen of andere wezens de personages van de spelers tegenkomen, en hoe deze op hen reageren.

### Andere RPG's
Bovenstaande is niet alleen de manier waarop Dungeons & Dragons gespeeld wordt — althans, de manier van spelen waarop het het meest is toegespitst — maar is tevens een paradigma waaraan bijna alle rollenspellen na Dungeons & Dragons schatplichtig zijn geweest. Niettemin zijn er in de loop der tijd eerst spellen ontstaan die bepaalde elementen van dit paradigma verwierpen, en later spellen die eigenlijk in het geheel niet meer leken op Dungeons & Dragons. Hieronder volgen enkele van de vele aspecten waarin het spelen van een RPG radicaal anders kan zijn dan hierboven beschreven. De volledige rijkheid van de verschillende spelervaringen kan hier echter onmogelijk recht gedaan worden.

#### Spelers en Game Masters
In Dungeons & Dragons is een speler de Dungeon Master, en deze was verantwoordelijk voor de hele spelwereld, inclusief alle NPC's (Non-Player Characters, alle personen behalve de personages van de spelers). In de meeste RPG's is deze structuur overgenomen, hoewel vaak de meer neutrale term Game Master gebruikt wordt. Er zijn echter verschillende RPG's waarin de spelers ook de macht hebben om elementen aan de spelwereld toe te voegen. Zo kunnen de spelers in The Pool en Otherkind, wanneer ze gelukkig rollen met de dobbelstenen, voor korte tijd bijna ongelimiteerde macht over het verhaal krijgen, waarbij ze de hele wereld inclusief alle NPC's naar goeddunken mogen besturen. In Donjon mag een speler die succes heeft met een bepaalde actie een aantal feiten aan de spelwereld toevoegen. Dit leidt er uiteraard toe dat de Game Master niet van tevoren een wereld bedacht kan hebben waar hij zich dan strikt aan houdt. Een spelfragment van The Pool zou als volgt kunnen gaan:
Speler 1: Ik wil dat er om deze hoek een monster is dat ik kan bevechten, en daar ga ik voor rollen. [Succes] Oké, ik heb succes, dus ik mag vertellen wat er gebeurt. Mijn character sluipt om het hoekje, en ziet een kleine kamer met in het midden een put. Bijgelovig als hij is, gooit hij een koperstuk in de put en doet in stilte een wens. Je weet immers nooit of het helpt. "Alles is veilig!", wil hij roepen naar het personage van Speler 2... als hij plotseling een grote paarse tentakel uit de put ziet komen. Het gooien van het muntje heeft een monsterlijke octopus gewekt!
GM: Een paarse octopus? Bizar! Oké, de tentakels van de octopus voelen blindelings rond, kennelijk op zoek naar prooi. Wat doen jullie?
Sommige RPG's breken nog verder met de traditie, en schaffen de rol van de Game Master zelfs helemaal af. In Universalis, bijvoorbeeld, zijn alle spelers volledig gelijk. Zij kunnen met fiches tegen elkaar opbieden om de spelwereld naar hun hand te zetten, en zo het verhaal te scheppen dat zij willen. Een andere GM-loze RPG is Soap.

#### Dobbelstenen
Een deel van de spanning bij Dungeons & Dragons en veel latere role-playing games komt van de dobbelstenen: deze zorgen ervoor dat hoe het verhaal gaat verlopen niet alleen van de beslissingen van personen afhangt, maar dat ook Vrouwe Fortuna een vinger in de pap heeft. Niet alle latere RPG's hebben dit stramien gevolgd. In sommige hangt het succes van een actie alleen af van de relatieve vaardigheden van de tegenstanders, zonder dat er een element van willekeur aan wordt toegevoegd. In andere RPG's, en veel 'free-form' role-playen (spelen zonder vaste regels), rust de beslissing wat er zal gebeuren alleen bij de spelers, of alleen de bij de GM. Voorbeelden van RPG's zonder kanselementen zijn Amber Diceless en Puppetland.

#### Onderwerpen en werelden
In Dungeons & Dragons draait het om het uitvoeren van heldhaftige queestes in een fantasy-wereld, waarbij monsters verslagen en schatten gevonden moeten worden. Andere rollenspellen wijken hier vanaf door of een heel ander onderwerp te hebben, of juist geen enkel onderwerp te kiezen. Van de laatste categorie is GURPS (Generic Universal Role-Playing System) een bekend voorbeeld: door de grote algemeenheid van de regels kan er in elk soort wereld mee gespeeld worden, van fantasy tot sciencefiction, van het oude Griekenland tot de huidige wereld.
Een van de meest populaire spellen uit de eerste categorie is Vampire: The Masquerade. Hierin spelen de spelers (meestal) vampieren, die zich moeten bewegen in een hiërarchische en zeer gecompliceerde sociale structuur. Hierin spelen sociale interacties zoals haat en liefde, vertrouwen en verraad een grote rol; en daarnaast moeten de vampieren de eeuwige strijd aan gaan tussen het menselijke in hen en het duistere, beestachtige aspect van hun nieuwe natuur. Uiteraard leidt dit tot een heel andere spelervaring dan Dungeons & Dragons.
De verscheidenheid in onderwerpen en werelden binnen de rollenspellen is bijzonder groot, en gaat van lichtvoetige sprookjeswerelden tot post-apocalyptische anti-utopieën, van haast metafysische oorlogen tussen Goed en Kwaad tot de meest kleinschalige, menselijke problemen.

#### De nadruk op vechten
Omdat rollenspellen zijn ontstaan uit zogenaamde 'table top wargames', spellen waarbij mensen met miniaturen veldslagen naspelen, draaide het vanaf het begin vooral om fysieke of magische gevechten. Personages liepen meestal rond met zwaarden of geweren, kwamen vaak in gevechten terecht, en de regels waren dan ook vooral op dit punt zeer uitgebreid. Dit is in lang niet alle latere RPG's het geval. Deze hebben vaak zelfs geen aparte regels meer om om te gaan met gevechten en verwondingen, maar laten alle soorten conflicten op dezelfde manier door de regels bestuurd worden. Of een RPG veel nadruk legt op gevechten hangt natuurlijk sterk samen met het onderwerp van het spel: wanneer het gaat over epische helden zal er allicht meer geweld in het verhaal voorkomen dan wanneer relatieproblemen of de belevingswereld van kinderen in het spotlicht staan.

#### Campagnes vs korte sessies
Terwijl Dungeons & Dragons bedoeld is om vaak achtereen gespeeld te worden met dezelfde personages, zodat er een lang, doorlopend verhaal ontstaat — 'campagne' genaamd — zijn sommige andere RPG's er juist op gemaakt om slechts enkele of zelfs maar één keer met hetzelfde 'character' gespeeld te worden. Zo gaat een spel My Life with Master vaak maar 2 tot 4 avonden mee totdat een definitief einde is bereikt. Spellen als Soap en Great Ork Gods zijn er zelfs op gebouwd dat ze slechts één keer met dezelfde personages gespeeld worden.

#### Verschillende doelen
Misschien wel de belangrijkste verschillen tussen rollenspellen zijn diegene die te maken hebben met het doel dat de spelers hebben bij het bedenken van de acties van hun personages. Bij Dungeons & Dragons gaat het er expliciet om dat bepaalde opdrachten succesvol worden uitgevoerd terwijl de personages in leven blijven, zodat de spelers met dit doel in hun achterhoofd beslissingen zullen nemen. Maar in andere RPG's ligt de nadruk bijvoorbeeld op het zo consistent mogelijk in de huid kruipen van het personage dat gespeeld wordt, of om het gezamenlijk scheppen van een thematisch verhaal. Hier zal de volgende sectie uitgebreider op ingaan.

#### Modules versus zelf ontworpen wereld
Het belangrijkste verschil tussen een zelf ontworpen wereld en die van de module is dat bij een zelf ontworpen wereld de nadruk veel minder sterk op vechten hoeft te liggen en dat het oplossen van raadsels, het openen van getructe sloten of het rustig, koelbloedig onderhandelen over losgeld even belangrijk wordt als vechten. Daardoor wordt een groot beroep gedaan op de creativiteit van de spelers en het inlevingsvermogen in hun rol. Zodoende komen meer spelers uit de verf en wordt het geen sleur van hakken en slaan.

#### Schrijven
Tegenwoordig is er ook een nieuwe vorm van RPG in opkomst aan het komen, het schrijf-RPG'en, of ook wel tekst based-rpg genoemd. Dit wordt vaak via forums gedaan, en in plaats van een vaste verhaallijn heeft een speler met zijn personage veel invloed op het verhaal. Een schrijf-RPG kan over van alles gaan, dieren-RPGS zijn zeer populair, net als fantasy- en sciencefiction-RPG's. Op elk RPG gelden vaak andere regels, maar de hoofdlijn is hetzelfde. Iemand speelt zijn of haar personage, moet zich aan een paar regels houden om het realistisch te houden en kan voor de rest zelf beslissen wat er met zijn of haar personage gebeurt.

#### De Spe(e)lgroep
Veelal worden rollenspellen gespeeld met een aantal vaste spelers, soms georganiseerd in een meer of minder formele club. Voordeel hiervan zijn de sociale contacten en wat controle, dat de kosten beperkt blijven (niet iedereen hoeft alles te kopen) en dat er vaker gespeeld kan worden omdat mensen tot op zekere hoogte voor elkaar kunnen invallen.

## Doel van RPG's

### Strategisch spel
De eerste klasse van doelen lijkt het meeste op wat het doel van spellen als schaken, Monopoly, of willekeurige welk competitief computerspel is: het gaat erom door goed te spelen een van tevoren, meer of minder abstract, bepaalde prestatie te verrichten. Het bijzondere aan RPG's is dat de spelers vaak onderling samenwerken om deze prestatie te verrichten, en spelen tegen de Game Master; of beter gezegd, tegen het scenario dat de Game Master heeft voorbereid.
Er zijn ook RPGs waarin het erom gaat te winnen van de andere spelers. Een voorbeeld hiervan is het spel Great Ork Gods, waarbij elke speler probeert zijn ork het meeste 'coolheid' (door de orks 'Oog' genaamd) te laten vergaren. In al deze gevallen gaat het er echter om via tactisch of anderszins bewonderenswaardig spel duidelijke doelen te bereiken, en zo als individuele speler of als groep te winnen.

### Durf te dromen
Een tweede klasse van doelen is die waarbij het niet om winnen en verliezen gaat, maar om het ervaren en ontdekken van de imaginaire wereld. Hierbij kunnen verschillende aspecten van de wereld prioriteit krijgen. De speler kan bijvoorbeeld vooral zijn personages willen leren kennen, echt in de huid van deze persoon kruipen, en kijken hoe deze zou reageren in verschillende omstandigheden. Het gaat er dan niet meer om dat de acties die de speler het personage laat doen tot 'succes' leiden, maar dat het acties zijn die het personage — gezien zijn achtergrond, zijn persoonlijkheid, de recente gebeurtenissen — mogelijkerwijs zou kunnen doen.
Een andere mogelijkheid is dat de spelers de spelwereld willen ontdekken, en willen genieten van alle bijzondere plaatsen, vreemde wezens en boeiende personages die ze tegenkomen. Of dat ze geïntrigeerd zijn door een bepaald soort situatie die ze zo intens mogelijk willen beleven; zoiets is bijvoorbeeld het geval wanneer mensen een RPG gaan spelen waarin ze allemaal geheime agenten zijn omdat deze in spannende situaties voorkomen die ze op deze manier ook willen beleven. Nog een andere mogelijkheid is dat de spelers met zijn allen een bepaald type verhaal willen vertellen, zoals een detective-verhaal of een romance; of zelfs dat ze zich in het spelsysteem zelf willen inleven, zoals bij bepaalde spellen die tot het uiterste gaan om gevechten realistisch te simuleren, waarbij het uiteindelijk meer om deze simulatie draait dan om de spelwereld.
Bij deze verzameling doelen gaat het de spelers dus niet zo zeer om het winnen of verliezen, maar om het zo intens mogelijk beleven van (bepaalde aspecten van) de gezamenlijke droom. Uiteraard zullen de rollenspellen die dit vergemakkelijken vaak heel anders zijn opgezet dan die die een tactische spelervaring proberen te genereren.

### De kunst van het thema
Een derde verzameling doelen is die waarbij de spelers proberen een thematisch verhaal te scheppen; dat wil zeggen, een verhaal waarin niet alleen dingen gebeuren, maar dat ook echt ergens over gaat, waar beslissingen worden genomen die dramatisch en diepgaand zijn. Dit is de meest literaire vorm van role-playing: zoals het in Fjodor Dostojevski's roman Misdaad en Straf handelt om de thema's schuld en straf, en vooral gaat om de beslissingen die de hoofdpersoon neemt met betrekking tot deze thema's (geeft hij zich aan? krijgt hij spijt?), zo gaat het bij deze vorm van role-playing ook om het scheppen van een duidelijke thematiek waar het verhaal om draait.